# Anumeta spatzi
Anumeta spatzi är en fjärilsart som beskrevs av Rothschild 1915. Anumeta spatzi ingår i släktet Anumeta och familjen nattflyn. Inga underarter finns listade i Catalogue of Life.